# Drawsko Pomorskie
Drawsko Pomorskie este un oraș în Polonia.